# Hiromu Nonaka
Hiromu Nonaka (野中 広務, Nonaka Hiromu) (n. Quioto, 20 de outubro de 1925 — Kyoto, 26 de janeiro de 2018) foi um político japonês filiado ao Partido Liberal Democrata e membro da Casa dos Representantes do Japão.

## Carreira política
Em 1967, Nonaka tornou-se membro da Assembléia da Província de Quioto. Em 1968, foi eleito vice-governador de Quioto.
Apesar de sua entrada tardia na política nacional, Nonaka foi rápido para fazer um nome para si mesmo. Depois de servir como diretor da Casa dos Representantes Comissões de Comunicação e Construção, foi nomeado Vice-Ministro Parlamentar de Construção e, em seguida, em 1991, presidente da Câmara dos Deputados Comissão de Comunicações.
Em 1998, foi nomeado Secretário Geral do Gabinete. Em 1999, foi Chefe da Agência de Desenvolvimento de Okinawa.
Em 1999, durante as deliberações da Lei sobre a Bandeira e o Hino Nacional, a definição oficial de Kimi ou Kimigayo foi questionada repetidas vezes. A primeira sugestão foi dada pelo Secretário-Chefe de Gabinete Hiromu Nonaka que, devido ao novo status do Imperador como estabelecido no artigo 1º da Constituição do Japão, kimi significava o "Imperador como símbolo do Japão" e a letra inteira pregava a paz e a prosperidade do país.
O Primeiro-Ministro Keizō Obuchi, do Partido Liberal Democrata (PLD), decidiu elaborar a legislação para tornar o Hinomaru e o  "Kimigayo" símbolos oficiais do Japão em 2000. Seu Secretário Geral do Gabinete, Hiromu Nonaka, desejava que a legislação estivesse concluída no 10º aniversário da coroação de Akihito como Imperador.
Recentemente declarou que enquanto foi Secretário Geral do Gabinete entre 1998 e 1999, durante o governo do primeiro do Japão Keizo Obuchi  o governo gastou 70 milhões de Ienes por mês em fundos secretos.